# Coenenchyme
Coenenchyme là mô phổ biến bao quanh và liên kết polyp trong octocorals. Nó bao gồm mesoglea được thâm nhập bởi các ống (solenia) và các kênh của mầm ruột và chứa mảnh xương, spicules khoáng hóa siêu nhỏ của silic hoặc calci cacbonat. Phần chiếu cứng của coenenchyme bao quanh mỗi polyp thường được củng cố bởi các sclerite biến đổi và được gọi là đài, một thuật ngữ mượn từ thực vật học. "Coenosarc" là một tên thay thế.